# Fortifications de campagne britanniques de la Seconde Guerre mondiale

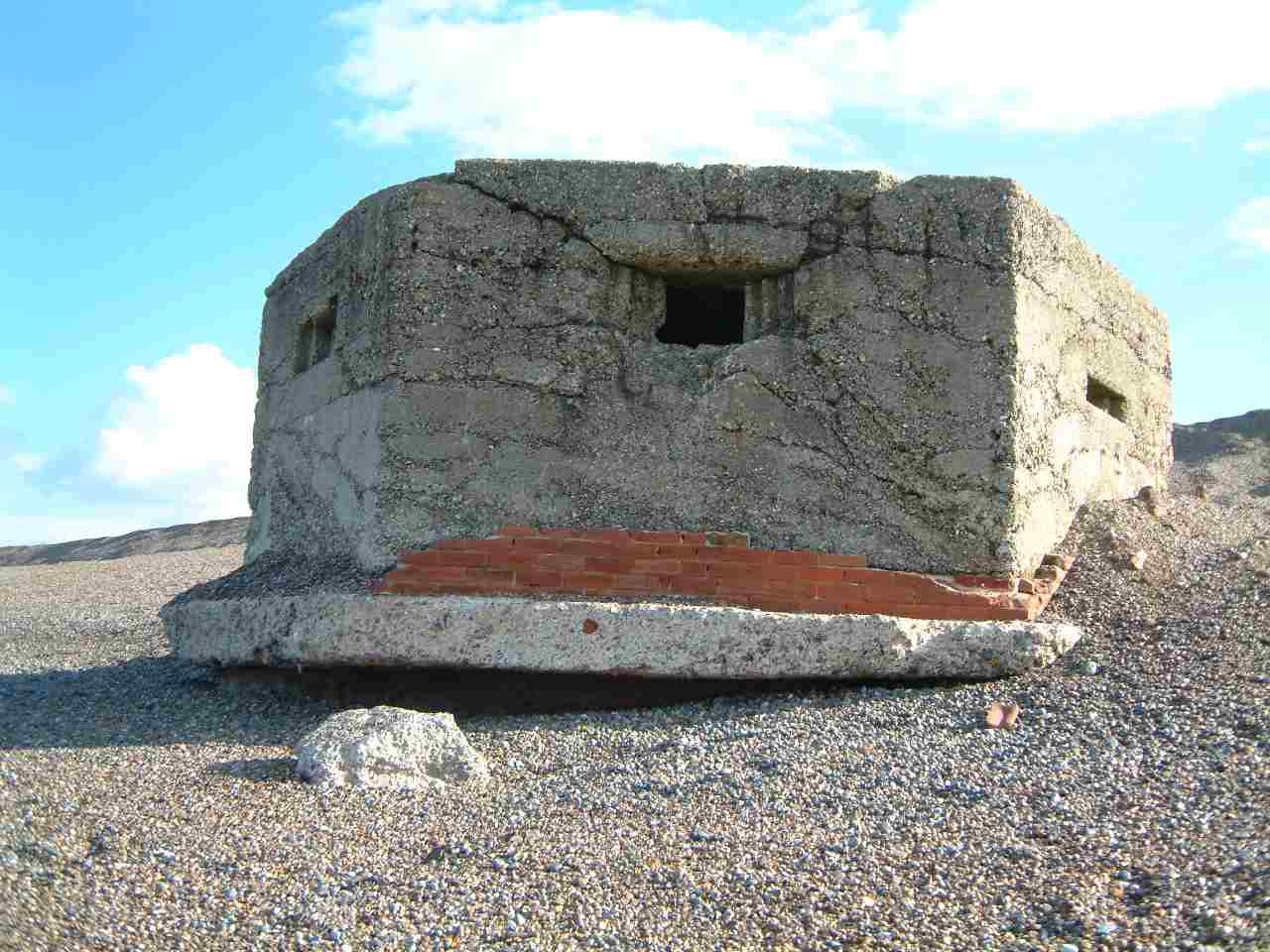
Casemate hexagonale (type 22).

Les fortifications défensives britanniques de la Seconde Guerre mondiale étaient de petites constructions fortifiées construites dans le cadre de la préparation à l'invasion allemande. Elles ont été populairement appelées « boite à pilules » (pillbox) en référence à leur forme.

## Conception et développement
En mai 1940, au moment de la bataille de France et afin de se défendre d'une éventuelle invasion allemande, la direction des fortifications et des travaux (directorate of Fortifications and Works ou FW3) a été créée au War Office, sous la direction du major-général G. B. O. Taylor. Son but était de fournir un certain nombre de plans de blockhaus rudimentaires qui pourraient être construits par les soldats et la main-d'œuvre locale aux endroits appropriés. Aux mois de juin et juillet suivants, le FW3 a produit six modèles de base pour abriter des fusils et des mitrailleuses légères, sous la désignation type 22 à 27. De plus, le FW3 produisit des modèles adaptés aux canons Ordnance QF 2 pounder et Hotchkiss QF 6 pounder (désignés par le type 28) et un modèle de position renforcée pour l'installation de mitrailleuses moyennes.
La direction des fortifications et des travaux proposa aussi des plans pour des structures ressemblant à des casemates, et destinées à des fins diverses comme des positions d'artillerie antiaérienne légère, des postes d'observation et des positions pour des projecteurs destinés à éclairer le rivage. Par ailleurs, le ministère de l'Air a fourni les plans de fortifications destinées à protéger les aérodromes de troupes d'invasion ou des parachutistes. Elles n'étaient pas destinées à faire face à des armes lourdes, leur degré de protection était donc moindre. L'accent était davantage mis sur une excellente visibilité et sur la possibilité de balayer l'espace à protéger d'un feu nourri. Beaucoup de ces casemates ont été renforcées par la suite.
Les embrasures ont été préfabriquées en usine selon un modèle standard, mais comme elles n'étaient disponibles qu'en nombre insuffisant, certaines embrasures ont été improvisées à partir de briques ou de pavés en béton. Les embrasures étaient souvent équipées d'un obturateur en acier ou en fibro-ciment. À partir de mars 1941, quelques embrasures de casemates ont été équipées d'une monture Turnbull, un châssis métallique qui soutenait une mitrailleuse moyenne,.
Le degré de protection offert par les casemates variait considérablement : l'épaisseur des murs et du toit variait généralement de 0,3 à 1,1 m ou plus, bien que les épaisseurs des réalisations des sociétés privées fussent souvent beaucoup plus minces. En mars 1940, le général Brooke fit effectuer des essais de résistance au tir. Il fut conclu qu'un tir de canon antichar de 25 mm pouvait facilement pénétrer jusqu'à 60 cm de béton armé. Malgré ces résultats, les casemates à paroi épaisse ont été déclarées « à l'épreuve des obus », tandis que les casemates à paroi plus mince l'ont été « à l'épreuve des balles ».
Les casemates étaient généralement exiguës et spartiates. Des étagères en béton et des tables étaient aménagées pour recevoir les armes. Certains intérieurs ont été blanchis à la chaux. Seul le type 28 avait un peu d'espace, suffisant pour y disposer quelques éléments de confort.

## Adaptations

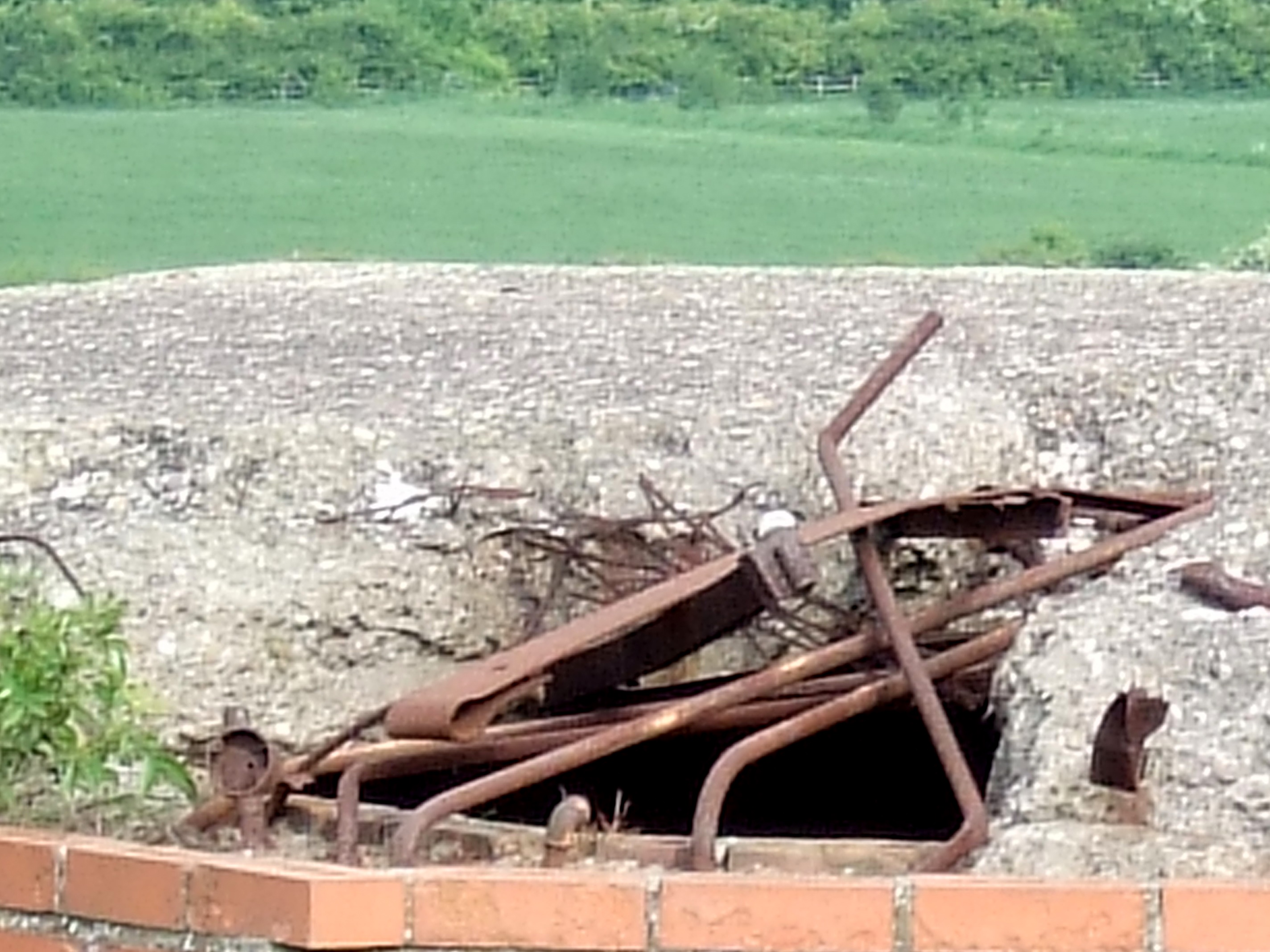
Gros plan d'un casemate à Gotham. De la ferraille a été utilisé dans la construction.

Les modèles de base ont été adaptés aux circonstances locales et aux matériaux de construction disponibles, si bien que deux casemates basées sur les mêmes plans pouvaient, extérieurement, paraître tout à fait différentes. La hauteur des casemates pouvait varier considérablement selon les besoins locaux : certaines étaient à moitié enterrées, de telle sorte que les embrasures pouvaient se retrouver au niveau du sol ; d'autres ont été surélevées afin d'avoir une meilleure vue ; celles construites à flanc de colline pouvaient avoir des embrasures en moins sur certains côtés. L'entrée pouvait être déplacée et sa taille varier, il pouvait y avoir des murs supplémentaires pour protéger l'entrée, un mur pare-souffle ou une porte en acier.
Leur apparence variait également en raison des matériaux de construction utilisés, même si toutes les conceptions du FW3 étaient basées sur du béton armé. Là où des briques ont été utilisées comme coffrage (les briques formant un moule dans lequel béton était coulé), elles étaient laissées en place. Sinon, les casemates ont été coulées dans des coffrages en bois (généralement des planches, mais parfois, du contreplaqué) ou de tôles ondulées. Le bois de coffrage a été retiré, alors que la tôle ondulée était parfois laissée en place. Les constructeurs profitaient souvent des matériaux disponibles localement (par exemple, près des plages, le sable et les galets étaient utilisés). Cette utilisation opportune des matériaux locaux avait également l'avantage de participer au camouflage. Le béton armé mis en œuvre dans la construction était généralement conventionnel, utilisant de fines barres d'acier pour le plancher, les murs et le toit, toutes reliées entre elles. Cependant, on a recensé des cas où la ferraille utilisée provenait d'un vieux lit, ou des grilles d'un parc.
Les commandants locaux ont apporté des modifications aux plans standardisés du FW3 ou introduit leurs propres conceptions qui ont pu être produites en plusieurs exemplaires ou en un exemplaire unique adapté aux conditions locales. D'autres modèles ont été produits par des entreprises. Enfin, il y avait un petit nombre de casemates qui avaient été construites durant la Première Guerre mondiale.

## Casemates du FW3
Les nombres approximatifs de casemates existantes de chaque type sont présentés à partir de la base de données de la Défense de l'Angleterre.

### Type 22
La casemate type 22 est un hexagone régulier avec une embrasure sur cinq de ses côtés et une entrée sur le dernier côté. Les embrasures sont adaptées pour des fusils ou des mitrailleuses légères. Certaines ont une entrée basse qui leur permet d'avoir une embrasure supplémentaire au-dessus. Chaque mur a une longueur de 1,8 m de long et était généralement construit pour être à l'épreuve des balles et donc une épaisseur de 30 cm, bien que des versions « à l'épreuve des obus de char » avec des murs de 1,0 m d'épaisseur aient également été construites (par exemple des exemplaires faits de granit et béton sur la ligne de Cowie dans le Kincardineshire). À l'intérieur, il y a un mur antiricochet en Y ou en T (le haut du Y/T est proche de l'entrée), cette paroi interne contribuant également à soutenir le toit,,.
Le type de casemate 22 est le deuxième type le plus commun avec 1 209 exemplaires existants. Il est facilement confondu avec le type commun 24 qui est un hexagone irrégulier et la moins courante forme octogonale.

### Type 23
La casemate type 23 a une base rectangulaire — constituée de deux carrés, dont l'un est couvert et l'autre ouvert sur le haut — avec des embrasures, dans la section couverte, dans chacun des côtés donnant sur l'extérieur. Les embrasures sont adaptées pour des fusils ou des mitrailleuses légères. La partie ouverte est destinée à abriter une arme antiaérienne légère : un fusil mitrailleur BREN ou Lewis sur une monture. Habituellement, il n'y a pas d'entrée au niveau du sol, pour entrer, il faut grimper le mur de la section ouverte et ensuite passer une porte pour accéder à la section fermée. La casemate faisait 2,4 m de large par 4,9 m de long, ses murs avaient généralement l'épaisseur à l'épreuve des balles standard, soit 30 cm d'épaisseur,,.
Le type 23 est rare, 156 exemplaires sont enregistrés. Une autre variante existe dans le Lincolnshire composé d'une double  chambre comme le type 23, avec une porte d'accès, une monture de canon antiaérien et une chambre de chaque côté.

### Type 24
La casemate type 24 a une forme d'un hexagone irrégulier. Le mur arrière est le plus long avec environ 4,3 m, dans lequel est percée une entrée avec une embrasure de chaque côté. Les autres murs d'une longueur variant 2,2 à 2,5 m ont chacun une embrasure unique. Les embrasures sont adaptées pour fusils ou des mitrailleuses légères. À l'intérieur, il y a un mur antiricochet en forme de Y (le haut du Y étant le plus proche de l'entrée), la paroi interne contribue également à soutenir le toit. Les murs du type 24 ont été conçus au standard « à l'épreuve des balles », soit une épaisseur de 30 cm, mais étaient souvent plus épais,,.
Une variante à paroi épaisse a été mise au point pour être à l'épreuve des obus, elle était plus grande à l'extérieur et avait des murs d'une épaisseur variant de 91 à 127 cm. (Cette variante à paroi épaisse, peut prêter à confusion. Elle est parfois appelée Type 29 par des historiens, mais cette dénomination n'est pas officielle et devrait être évitée.) Une variante sur la Scottish Command Line a son entrée déplacée du mur le plus long[Quoi ?] et les deux embrasures ont été élargies pour permettre à un Bren et à un fusil antichar Boys d'être mis en œuvre côte à côte.

Le type 24 est le type le plus commun avec plus de 1 787 exemplaires enregistrés.

### Type 25
La casemate type 25 est la seule conception du FW3 qui soit à base circulaire. Elle a un diamètre de 2,4 m. Son mur avait 30 cm d'épaisseur, et ne possédait pas de murs internes. Il y avait trois embrasures destinées aux fusils ou aux mitrailleuses légères et une petite entrée ressemblant à une fenêtre basse. Ces casemates étaient en béton armé fermées par des volets de tôle ondulée, ce qui a donné à cette conception le nom populaire d'Armco d'après le nom du fabricant de tôles ondulées,,.

Le type 25 est rare, seuls 46 exemplaires subsistent.

### Type 26
Le type 26 est une casemate à base carrée, de 3 m de côté. Il y a une porte d'un côté et des embrasures dans chacun des trois autres murs avec, éventuellement, une embrasure supplémentaire à côté de la porte. Il n'y a pas de murs intérieurs. Parfois, il y a deux embrasures dans l'un des murs. Les embrasures sont adaptées pour les fusils ou les mitrailleuses légères. Les murs sont normalement construites à la norme « à l'épreuve des balles » soit avec une épaisseur de 46 cm,,.

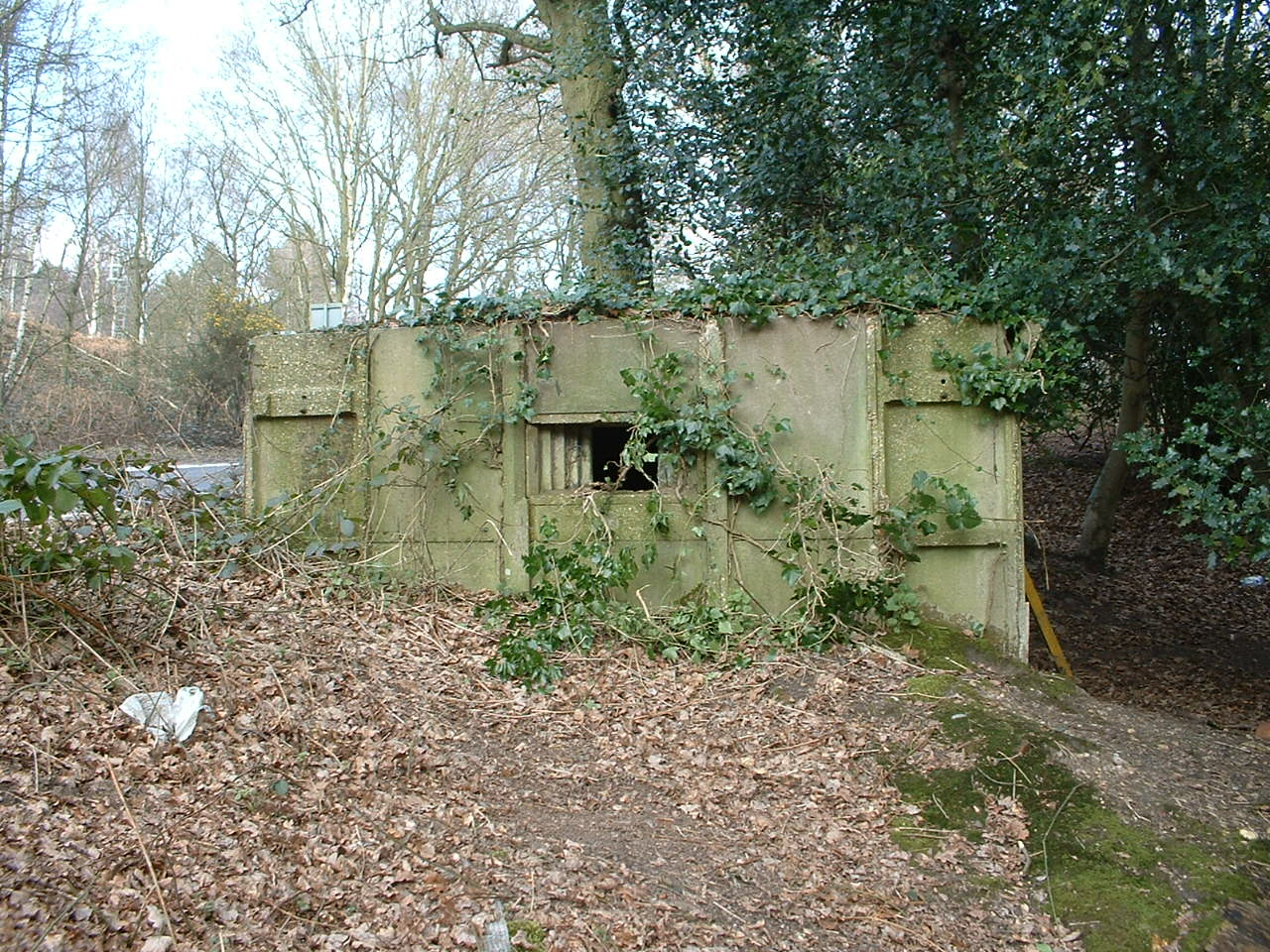
Casemate type 26, construction préfabriquée.

Le type 26 avait également une variante notable[Quoi ?] préfabriquée. Les coffrages, intérieurs et extérieurs, étaient des panneaux préfabriqués en béton armé insérés entre des montants en béton armé. Le coffrage était rempli de béton in situ,. Cette casemate est également connue sous le nom de « Stent » d'après le nom de la société qui a produit les composants préfabriqués, Stent Precast Concrete Limited. Sur certains exemplaires endommagés, il est possible de constater que le béton de remplissage n'a pas été renforcé.
Les casemates de type 26 sont rares, 199 exemplaires sont enregistrés.

### Type 27
La casemate type 27 est la conception du FW3 ayant le plus de variantes. Elle peut être à base octogonale ou hexagonale avec des murs d'épaisseur variant de 3,0 à 3,5 m. 
Les murs extérieurs ont 91 cm d'épaisseur et ont des embrasures destinées aux fusils ou à des mitrailleuses légères sur chaque facette. Sa caractéristique essentielle est un puits central à ciel ouvert qui pouvait être utilisé comme une position défensive légère contre les avions,,.

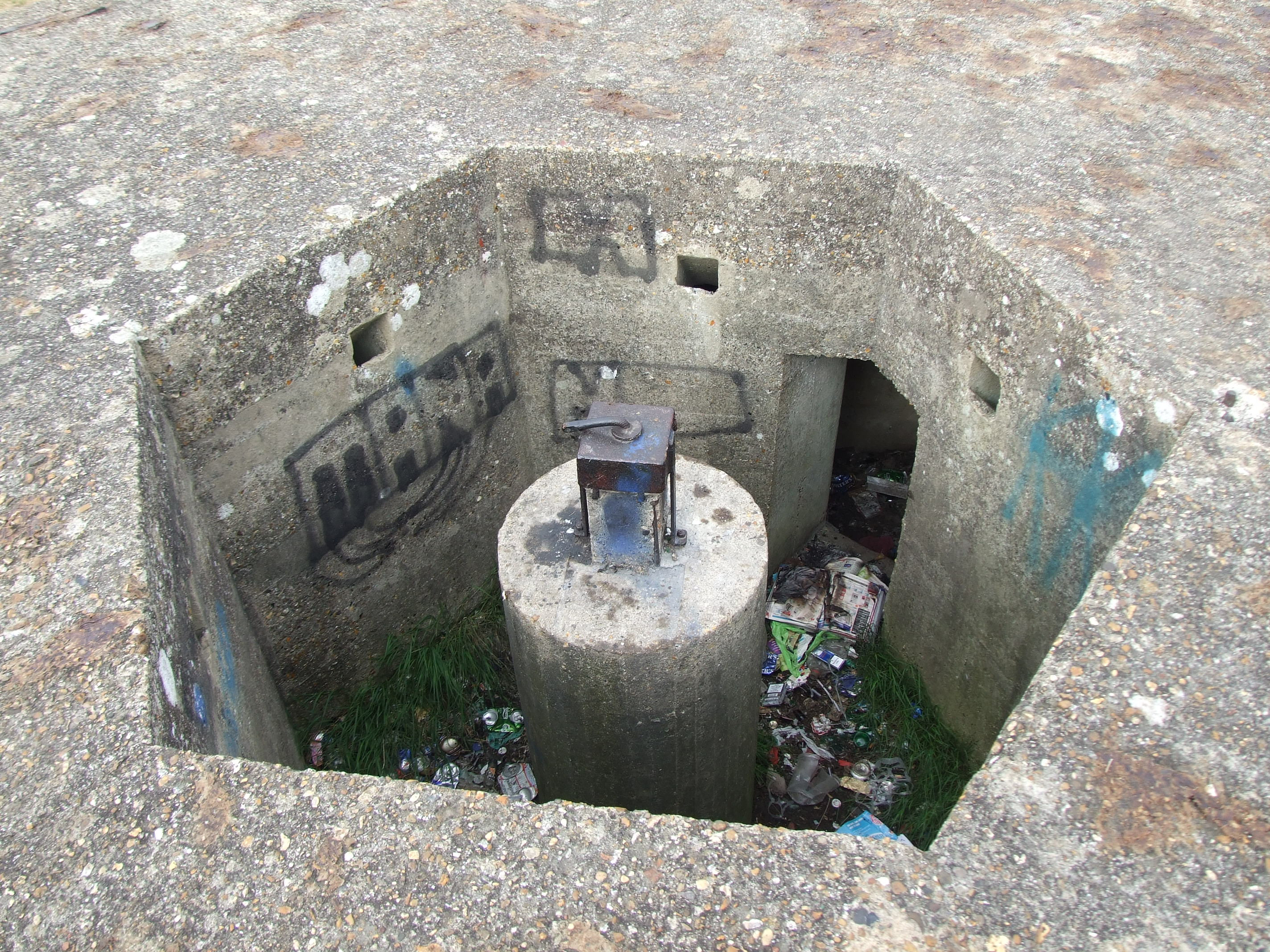
Puits central d'une casemate hexagonale de type 27

Les casemates de type 27 sont rares, 127 sont enregistrées.

### Type 28
La casemate type 28 est la plus grande des casemates conçues par le FW3 et la seule avec une capacité antichar. Elle a une base presque carrée avec les coins de la face avant chanfreinés. Les murs ont une longueur respective de 6,1 et 5,8 m à l'épreuve des obus avec environ 107 cm d'épaisseur. Il y a une très grande embrasure sur la face avant, conçue pour le canon antichar Ordnance QF 2 pounder ou le QF 6 pounder 6 cwt Hotchkiss. Le bouclier du canon de la pièce d'artillerie remplissait largement l'ouverture. Il y a habituellement des embrasures pour fusils ou des mitrailleuses légères dans chacune des deux parois latérales,,.
En apparence, le type 28 ressemble plus à la casemate Vickers MMG, mais l'embrasure est beaucoup plus grande et il y a une entrée à l'arrière très grande, conçue pour faciliter l'entrée et la sortie des canons.
Le type 28A est une variante importante et commune - il est plus commun que le type non modifiée 28. Elle est plus large que la casemate type 28 pour donner de l'espace latéralement pour permettre d'avoir une embrasure, sur la face avant, pour un fusil ou un fusil-mitrailleur. Cette variante a corrigé un défaut du type 28, sa vulnérabilité à une attaque frontale de l'infanterie.

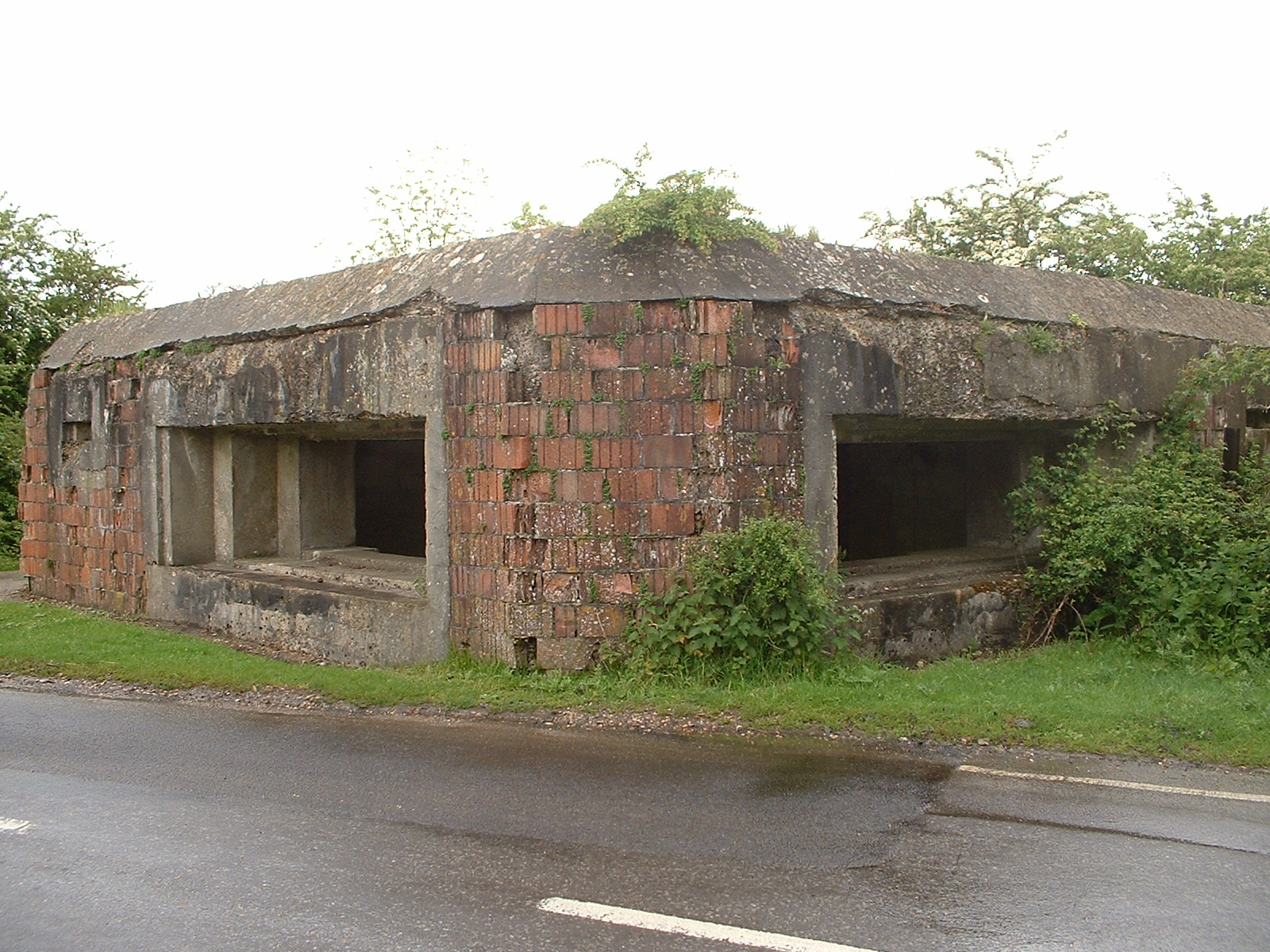
Casemate type 28A jumelé (twin).

Une autre variante, rare, est le type 28A jumelé, qui a deux embrasures pour un canon dans les murs adjacents donnant deux positions de tir possibles pour le canon principal, chacune avec une chambre adjacente pour l'infanterie.
Le débattement transversal du canon était limité à environ 60° par la taille de l'embrasure. Généralement, ces casemates étaient positionnées pour tirer le long de lignes fixes, pour un tir en enfilade le long d'un fossé anti-char ou d'un pont et dans des positions où cette limitation ne créait pas d'inconvénient réel. La petite taille de l'embrasure offrait une plus grande protection pour le canon et ses servants.
Le type 28 et ses variantes sont assez communs, plus de 350 exemplaires subsistent.

### Emplacement pour les mitrailleuses Vickers
La casemate pour la mitrailleuse lourde Vickers est à base sensiblement carrée avec les coins de la face avant chanfreinés. Les murs ont 4,3 m de long et il y a généralement un mur pare-souffle déporté protégeant l'entrée, soit sur le côté gauche ou droit. Les murs ont été construits au standard « pare-éclats » soit une épaisseur de 91 cm. Il n'y a pas de murs intérieurs. Il y a une grande embrasure et à l'intérieur, une table trapézoïdale en béton sur laquelle vient reposer le trépied de l'arme. Les autres murs disposent chacun d'une embrasure pour une carabine ou un fusil-mitrailleur,,.
Elles se trouvent souvent par paires et étaient souvent semi enterrées avec une couche de terre sur le toit.
Les emplacements pour la mitrailleuse Vickers de ce type exact sont rares, un peu plus de 75 ont été comptabilisés, mais il existe de nombreuses variantes locales de ce type de base.

## Autres fortifications

### Emplacement pour canon de campagne

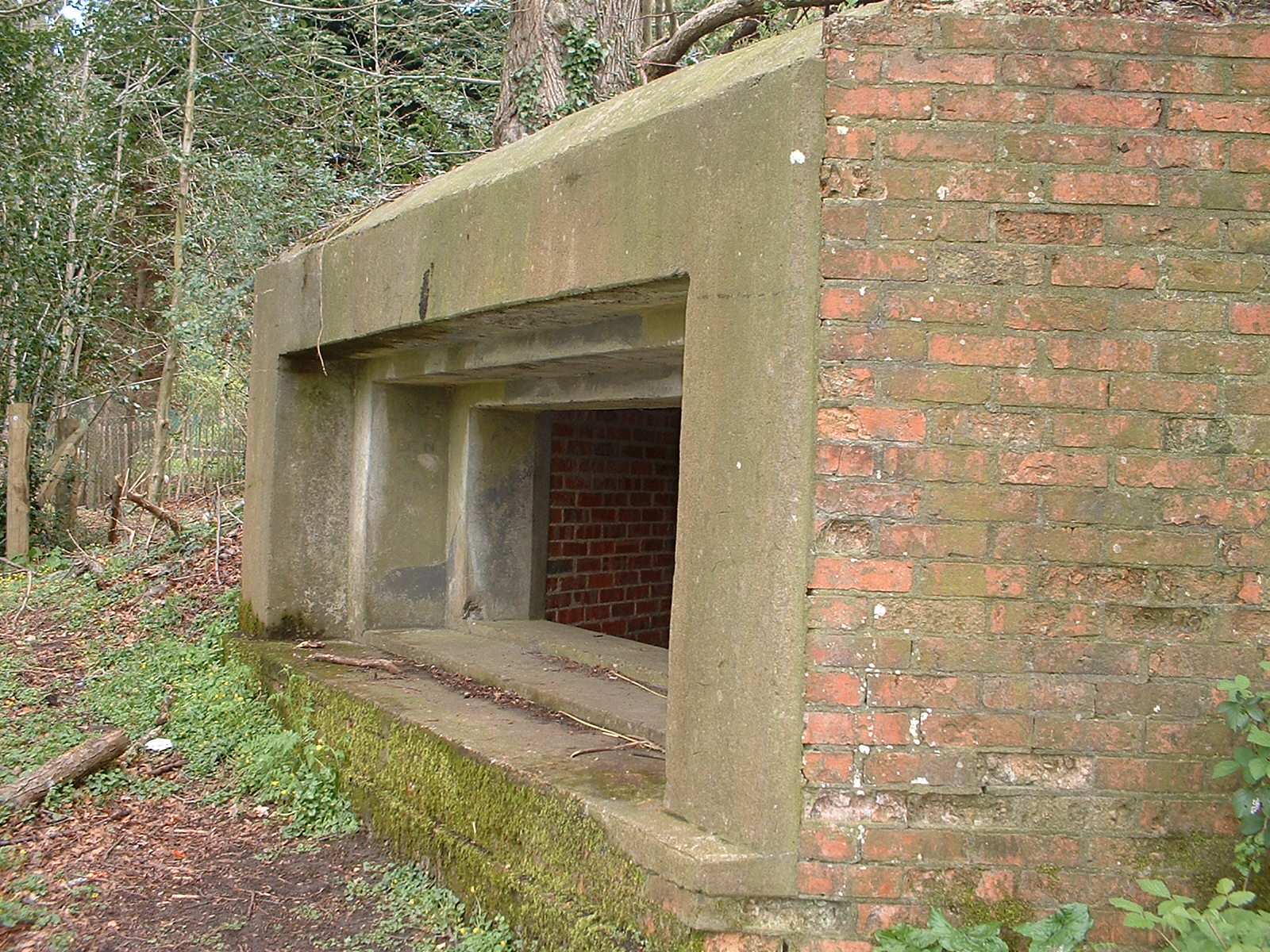
Emplacement pour canon de campagne.

Il y avait une grande variété d'emplacements pour les canons de campagne. Ils ressemblaient pour la plupart à la casemate type 28.

### Casemate en porte à faux

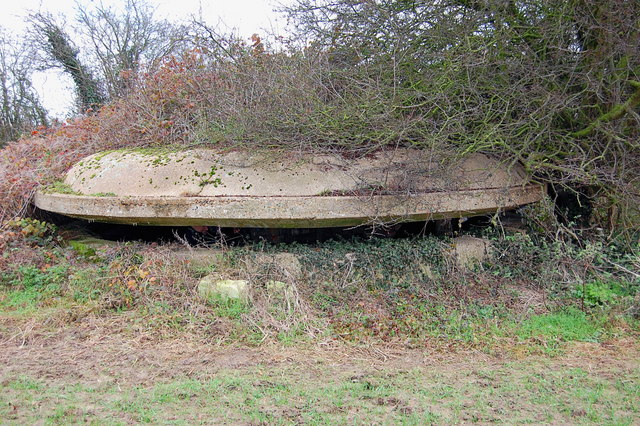
Casemate porte à faux à Southend Airport.

La casemate en porte à faux ou champignon a été conçue et construite par F C Construction pour la défense des aérodromes. La conception en porte à faux permet une embrasure sur 360 degrés pour une défense tous azimuts contre le débarquement de troupes aéroportées, au détriment toutefois d'une certaine protection. Le pilier central agit comme un mur antiricochet. Des armes étaient montées sur un rail tubulaire faisant le tour de la casemate.

### Casemate losange
La casemate losange se trouve uniquement dans le Nord-Est de l'Angleterre. La casemate losange a une base hexagonale irrégulière avec les parois avant et arrière nettement plus longues que les autres, ce qui permet d'avoir de l'espace pour loger quatre embrasures sur la face avant. Le mur arrière a deux embrasures et une entrée. Les quatre autres murs ont chacun une petite et unique embrasure. À l’intérieur, un mur pare éclats s'étend longitudinalement. Cette casemate a été conçue pour des fantassins armés de fusils ou de mitrailleuses légères,.

### Casemate en forme d'oreille
La casemate en forme d'oreille se trouve, comme la casemate losange, uniquement dans le Nord-Est de l'Angleterre. Elle a pour base un hexagone irrégulier. Il y a deux grandes embrasures destinées à des mitrailleuses moyennes. Il y a un renflement à la base du mur au-dessous des embrasures qui est pensé pour accueillir le système de refroidissement pour la mitrailleuse. À l'interieur, il y a un petit mur antiricochet.
Les deux embrasures sont orientées à 90° l'une de l'autre donnant ainsi un arc de feu d'environ 180°, mais sans aucun moyen de tirer directement vers l'arrière de la casemate. Cette conception se trouve fréquemment sur ou près des plages car c'est une conception idéale pour le tir en enfilade. Il y a deux entrées avec des ouvertures dans la même direction que les embrasures,,.

### Casemate à trois travées du Lincolnshire
Présent uniquement dans le Lincolnshire, ce type est devenu connu comme la casemate à trois travées du Lincolnshire. Il s'agit essentiellement d'une évolution du type 23 du FW3 ayant une position ouverte pour la lutte antiaérienne au centre et une baie entièrement fermée à chaque extrémité,.

### Quadrilatère de Douvres
Le quadrilatère de Douvres est une casemate à base carrée de 4,0 m de côté avec des embrasures larges et une dalle faisant office de toit qui vient en surplomb. Cette conception ne se trouve que dans la région de Douvres en Angleterre et étaient très souvent des postes de haut commandement. Certains commentateurs pensent que le quadrilatère de Douvres est une piètre conception : la dalle en surplomb, tout en offrant une certaine protection contre le mitraillage au sol, peut provoquer le ricochet de balles vers le bas des embrasures, qui sont larges, ce qui offre une protection inadéquate. Compte tenu de la vulnérabilité du port de Douvres, il est possible que ces casemates aient été parmi les premières constructions défensives de la Seconde Guerre mondiale construites et qu'elles aient précédé les conceptions du FW3, mais il n'y a aucune preuve de cela.

### Poste de section-Tranchée Seagull

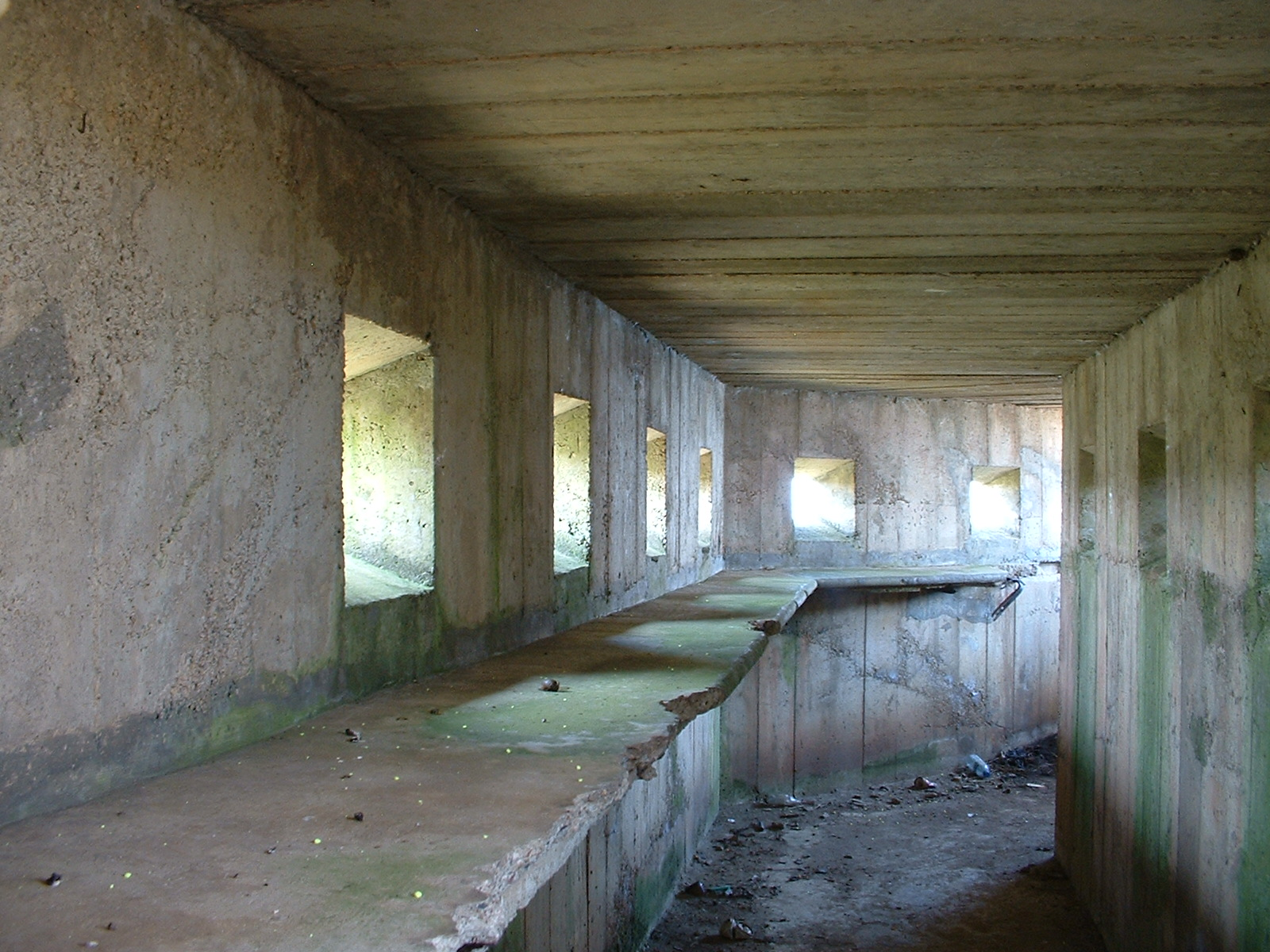
Intérieur d'un poste de section.

Les postes de section sont essentiellement des tranchées durcies. Construits au standard « à l'épreuve des balles », parfois sans toit, ils sont longs et ont un grand nombre d'embrasures. Des étagères de bois ou de béton sont installées au-dessous des embrasures de la direction principale. Un sous-type du poste de section est la tranchée Seagull nommé ainsi car sa base a la forme d'un W comme les ailes des mouettes (Seagulls). Ils se trouvent principalement dans les aérodromes.

### Poste de défense du Somerset
Ce poste de défense ne se trouve que dans le Somerset. Il a une base carrée de 2,4 m de côté, avec des murs d'environ 38 cm d'épaisseur et a de larges fentes s'étendant sur toute la largeur de trois faces. Un porche couvre l'entrée. Certains ont une partie ouverte sur le dessus. Des échelons et une échelle y mènent.

### Casemate Norcon
La casemate Norcon est un petit abri circulaire. Elle tient son nom de celui de la société privée qui l'a fabriquée. Elle a été faite à partir d'un tuyau en béton de 1,8 m de diamètre et de 1,2 m de haut. Les murs de béton non armé avaient une épaisseur de 10 cm. Plusieurs meurtrières étaient découpées dedans. Elle a été décrite comme étant peut-être la plus dangereuse, la moins coûteuse et la plus mauvaise de toutes les conceptions des casemates. Sa rapidité de construction était son plus grand atout : il était possible d'en construire environ vingt par jour, le béton étant sec en vingt-quatre heures environ, mais peu ont effectivement été construites. Le modèle standard ne disposait pas de toit. Des variantes avaient un toit fait de bois et de tôle ondulée recouvert de terre. Une protection supplémentaire était fournie grâce à l'utilisation de sacs de sable,.

### Casemate Ruck pour mitrailleuse

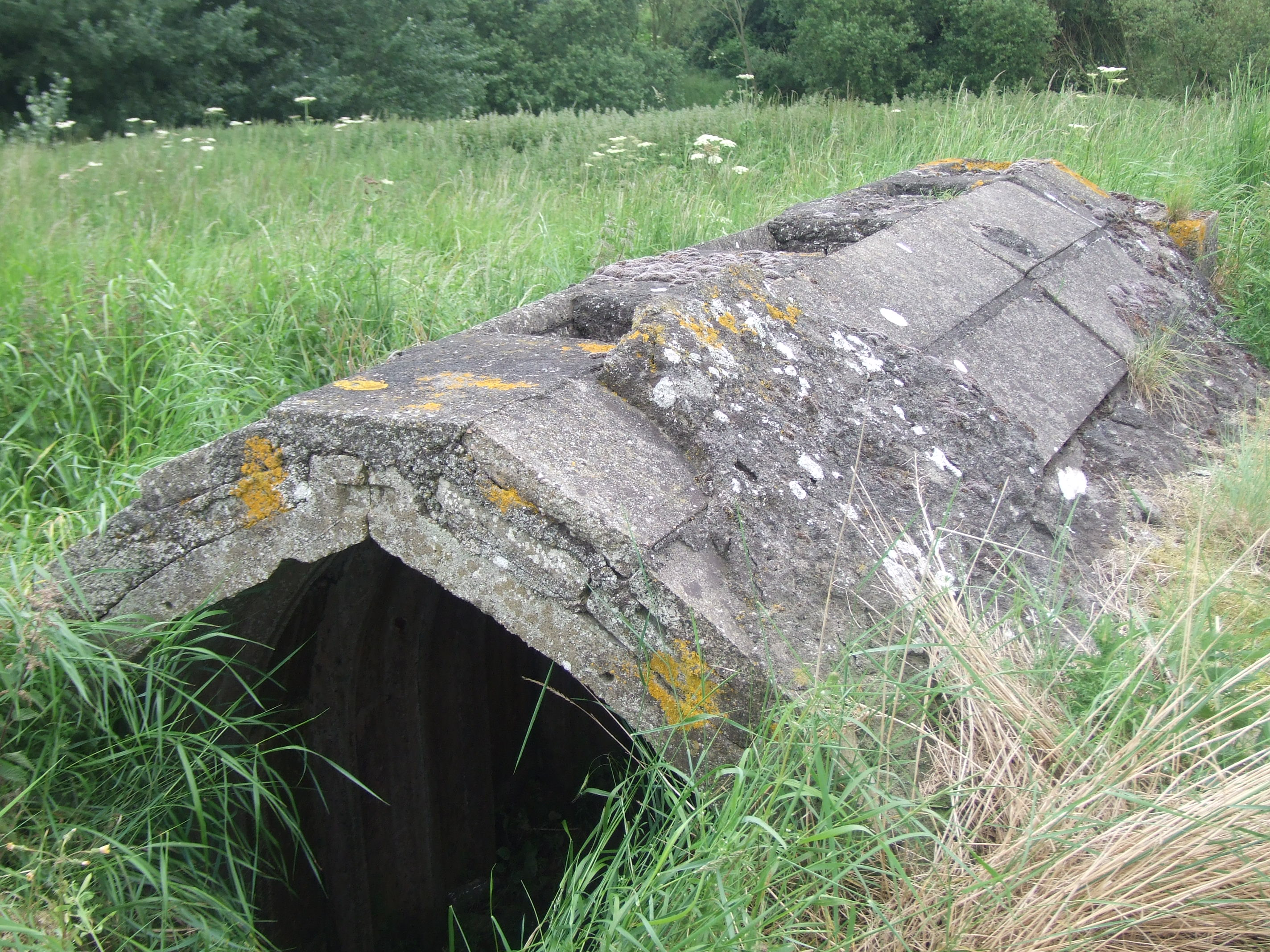
Exemplaire subsistant d'un poste Ruck pour mitrailleuse à Lawyers' Creek, à Holbeach. Les embrasures horizontales d'un côté sont partiellement enterrées. À noter les embrasures verticales.

Le poste Ruck pour mitrailleuses (ou casemate Ruck) a été conçu par James Ruck et constitué de sections préfabriquées, de dallages, de sacs de sable et de terre battue,. Le poste Ruck a été assez largement utilisé dans le Lincolnshire et le long de la côte Est de l'Angleterre, mais il est maintenant extrêmement rare avec seulement une poignée d'exemplaires existants. Cinq casemates Ruck sont enregistrées dans la base de données de la Défense de l'Angleterre.

### Fortification Pickett-Hamilton

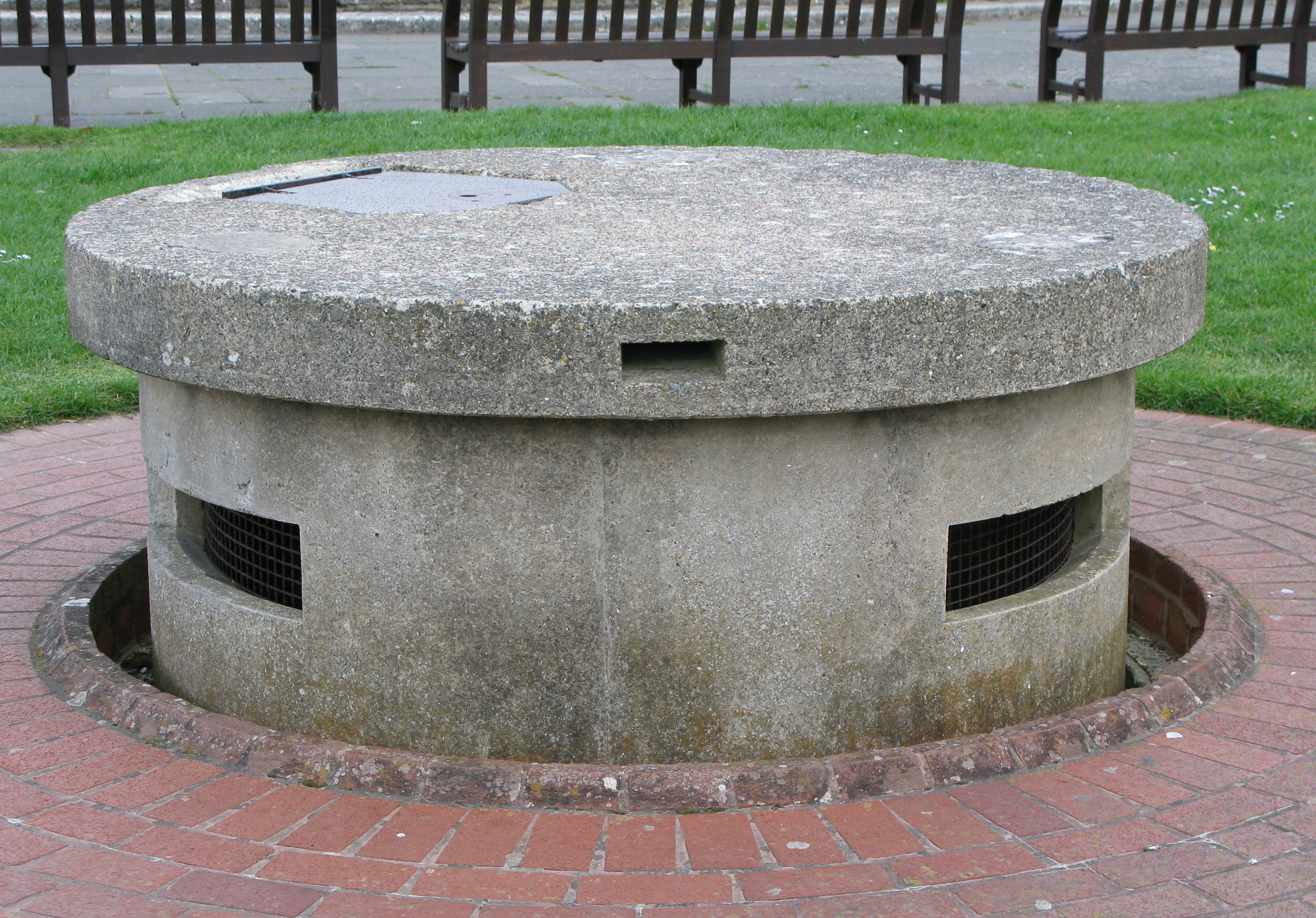
Une fortification Pickett-Hamilton à Southsea.

La nécessité de défendre les aérodromes présentait des problèmes particuliers. Les aérodromes étaient de grands espaces ouverts, où toute structure émergeant au-dessus du sol pouvait présenter un danger pour les aéronefs. Une solution a été la fortification Pickett-Hamilton, qui a été conçue pour être abaissée au niveau du sol lorsque les avions étaient en opération, mais qui pouvait d'être soulevée lorsqu'en cas de nécessité au moyen d'un mécanisme hydraulique. La fortification était activée par deux hommes équipés de mitrailleuses légères. L'accès se faisait au moyen d'une trappe dans le toit. Les fortifications étaient sujettes aux inondations et n'étaient pas suffisamment solides pour supporter le poids des avions lourds développés pendant la guerre,,.

### Tourelle Allan Williams

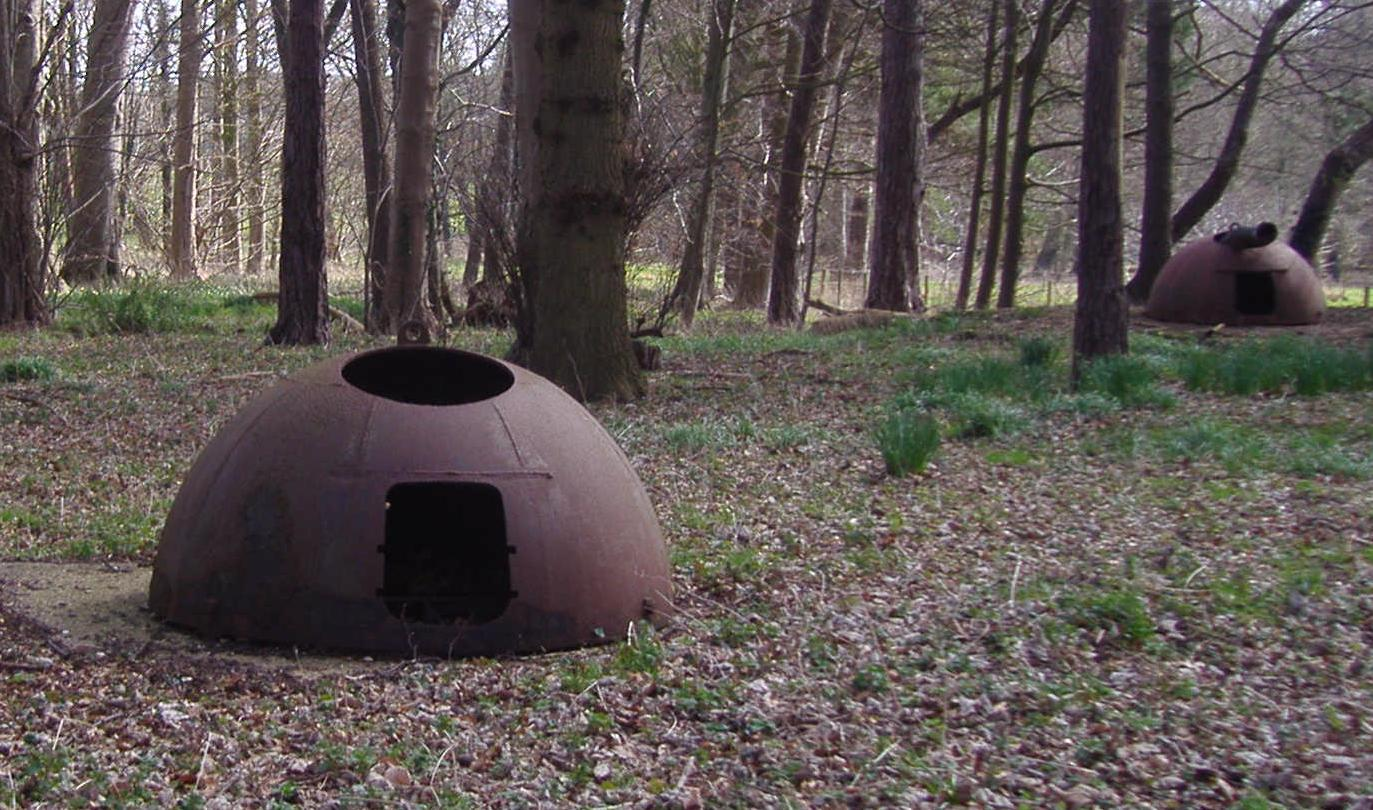
Deux tourelles Allan Williams subsistantes à Cockley Clay Hall.

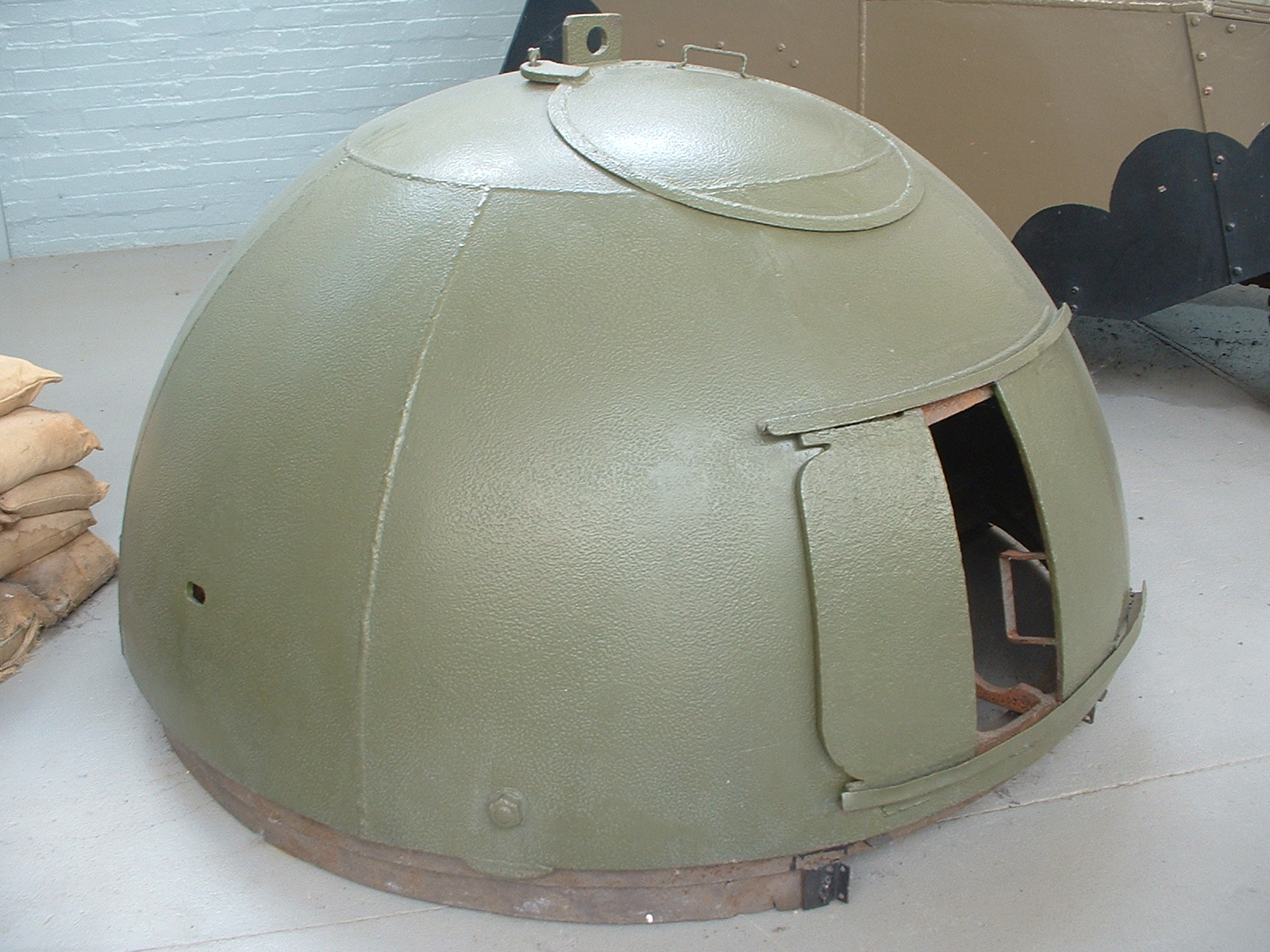
Coupole d'une tourelle Allan Williams, à l'Imperial War Museum, Duxford.

La casemate est constituée d'une tourelle métallique, qui pouvait être tournée à 360 degrés, placée au-dessus d'une fosse de briques et d'acier. Elle a été conçue pour qu'une mitrailleuse puisse tirer, soit par la meurtrière avant qui était protégée par des volets, ou par l'ouverture circulaire du toit dans un rôle antiaérien. Selon le constructeur, elle était adaptée aux mitrailleuses Vickers, Bren, Hotchkiss ou Lewis soit dans une défense antipersonnel ou contre les avions, ou pour le fusil antichar Boys ou le tir de grenades à fusil pour la  défense du terrain. Changer d'arme nécessitait de sélectionner le support approprié. L'armée n'était pas favorable à cette conception, la plupart ont été installées dans les aérodromes,.
La tourelle a été conçue par A.H. Williams conjointement avec le colonel V.T.R. Ford et le lieutenant Williamson. Williams était le directeur général de Rustproof Metal Windows Company à Saltney, près de Chester, où les tourelles ont été produites. La société était engagée dans le travail de guerre depuis 1939, principalement dans la fabrication des boîtes de munitions pour l'Amirauté utilisant un procédé breveté de galvanisation.

La tourelle avait un équipage de deux hommes ou, si nécessaire de trois hommes, pour lesquels il y avait des strapontins à l'intérieur. Un homme pouvait faire pivoter la coupole qui était montée sur des roulements à rouleaux et nécessitait une force de 7 kg pour la faire tourner.
Selon le constructeur, quatre hommes pouvaient creuser la fosse et monter la tourelle prête pour le tir en deux heures et la retirer complètement en trente minutes. Elle coûtait environ 125 £.
Près de deux cents tourelles Allan Williams ont été fabriquées et installées, la récupération du métal après la guerre a fait que très peu subsistent aujourd'hui,.

### Tourelle Tett

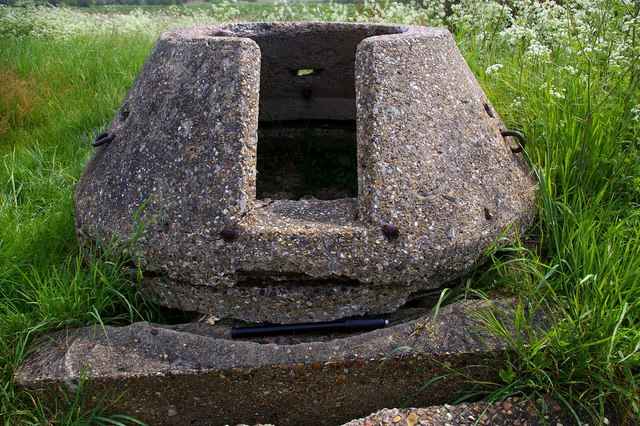
Tourelle Tett existant encore à la base RAF Hornchurch

La tourelle Tett a pris le nom de son inventeur H.L. Tett. Elle était fabriquée par une entreprise commerciale privée Burbridge Builders Ltd située dans le Surrey. Elle comprenait une tourelle en béton pivotante montée sur roulement ce qui lui permettait de tourner facilement. La tourelle était fixée au-dessus d'une fosse. Dans les premières conceptions, la fosse était formée par une section de tuyau en béton standard de 1,2 m de diamètre,.
Aujourd'hui, les exemples existants sont très rares.

### Emplacement pour mortier spigot

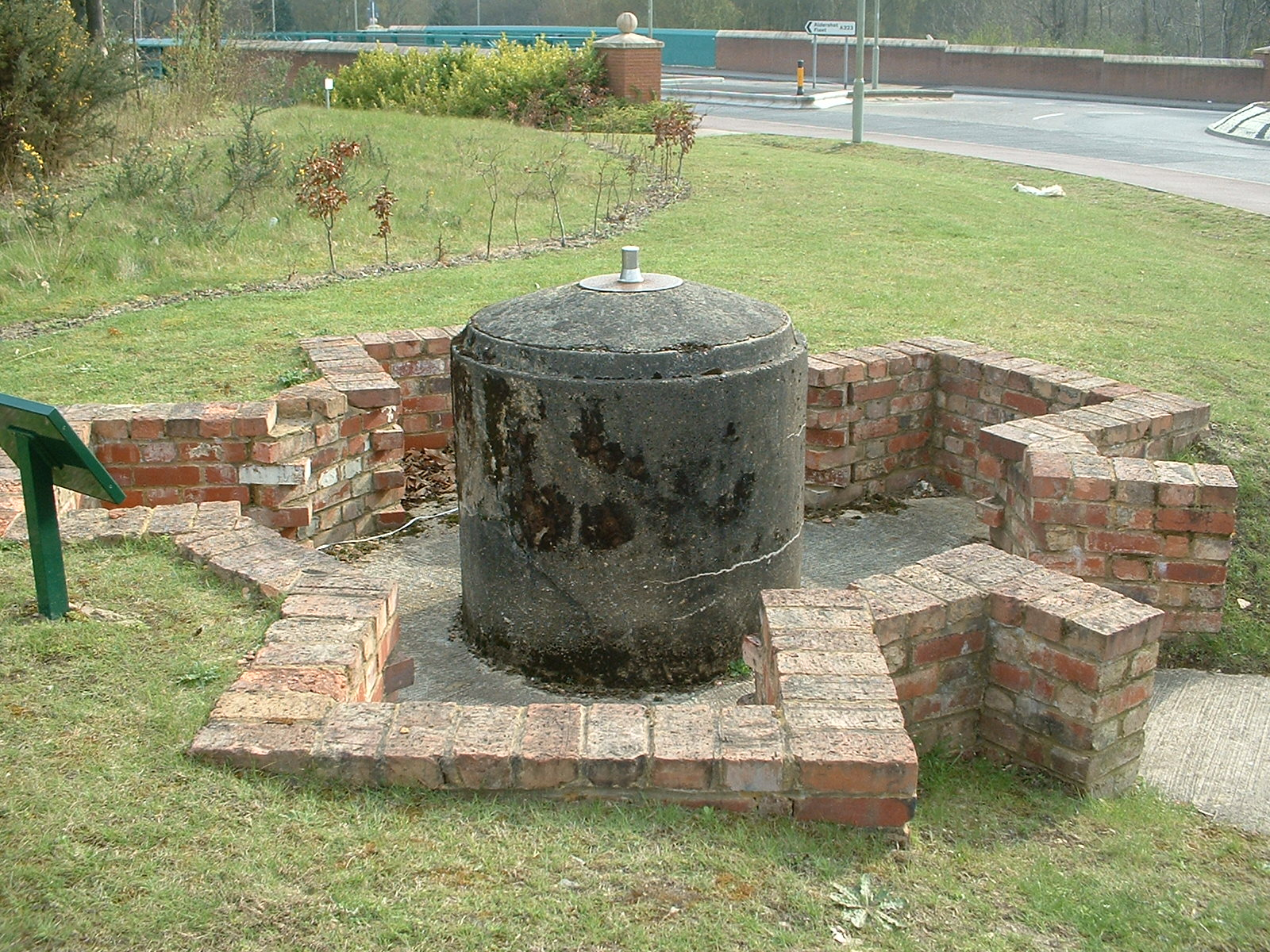
Emplacement d'un mortier Spigot (reconstruit autour piédestal existant).

Les emplacements de mortier spigot étaient à ciel ouvert, parfois construits en brique ou en béton, mais pouvaient être de simples terrassement. La caractéristique essentielle de ce mortier est un pied central en béton avec une cheville en acier inoxydable (sans un point de rouille, même après plus de 60 ans). Le piédestal était destiné à un type de mortier spigot appelé le Blacker Bombard, efficace contre les chars et l'infanterie, respectivement à des distances de près de 90 m et 460 m.

### Embrasures dans les murs et les bâtiments

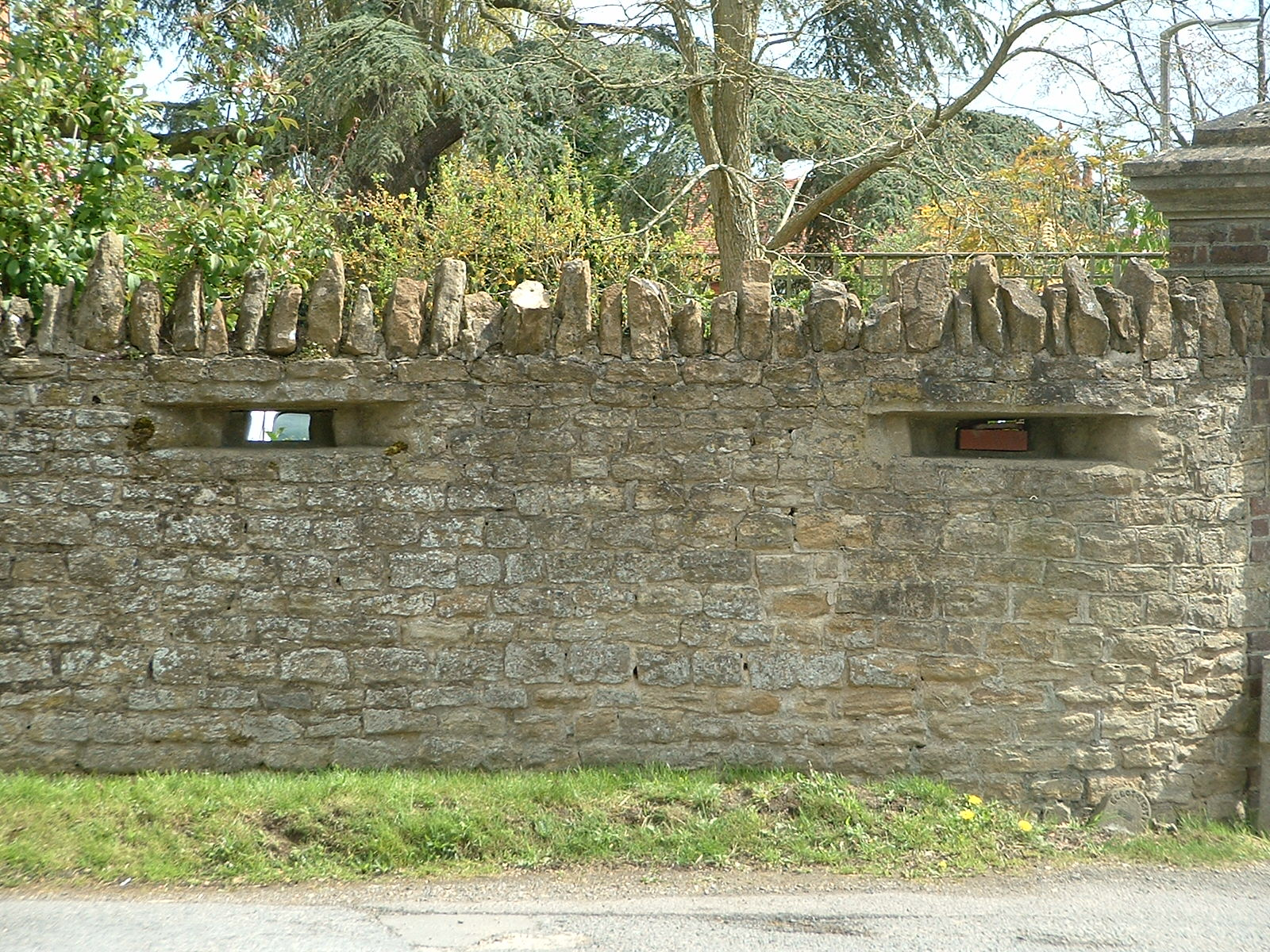
Des embrasures dans un mur.

Les murs et constructions existants offrent une alternative toute faite aux casemates. Quel que soit son manque de protection, cela était compensé par la vitesse et la commodité de réalisation.

## Camouflage

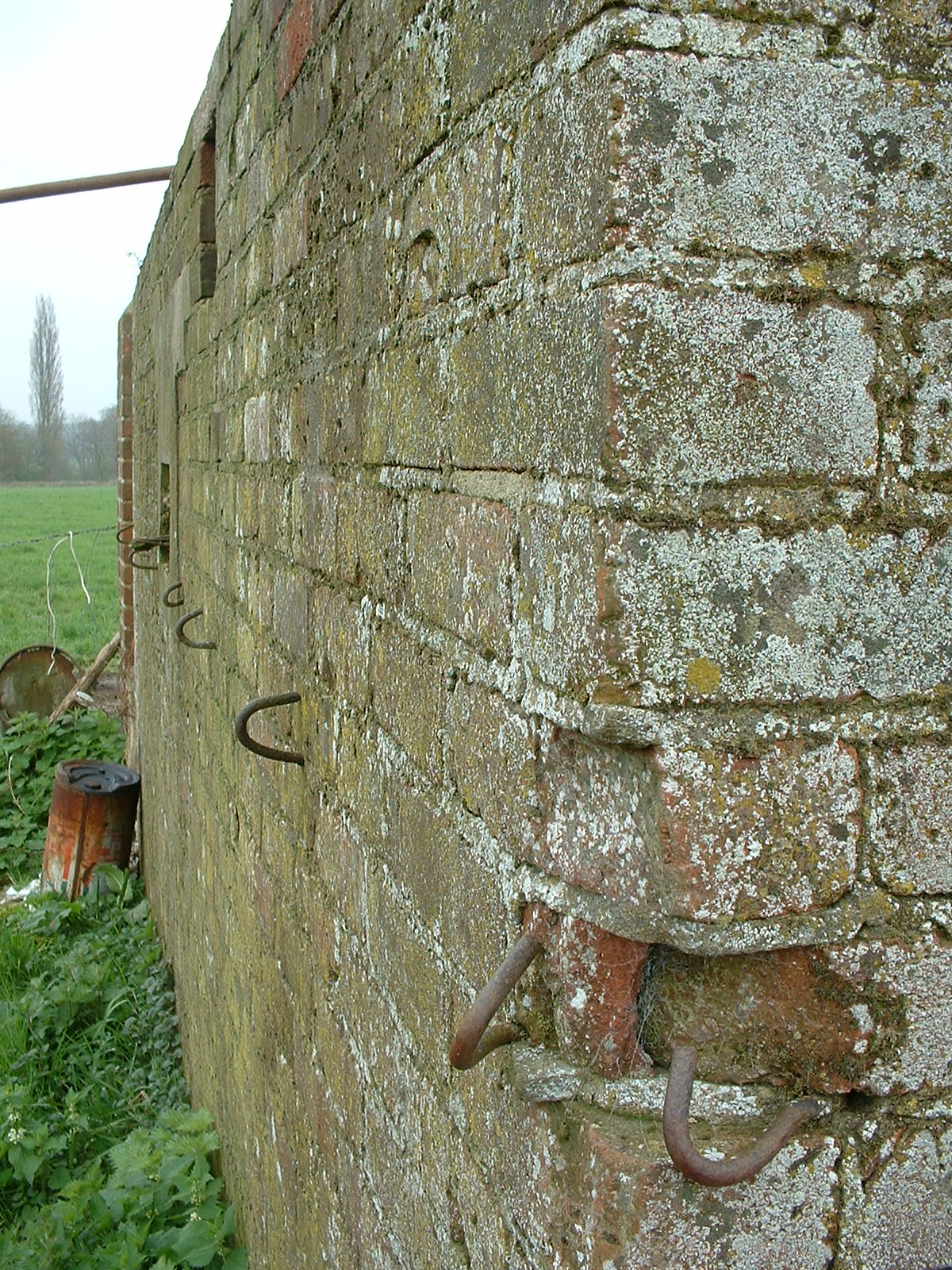
Crochets pour filets de camouflage sur une casemate.

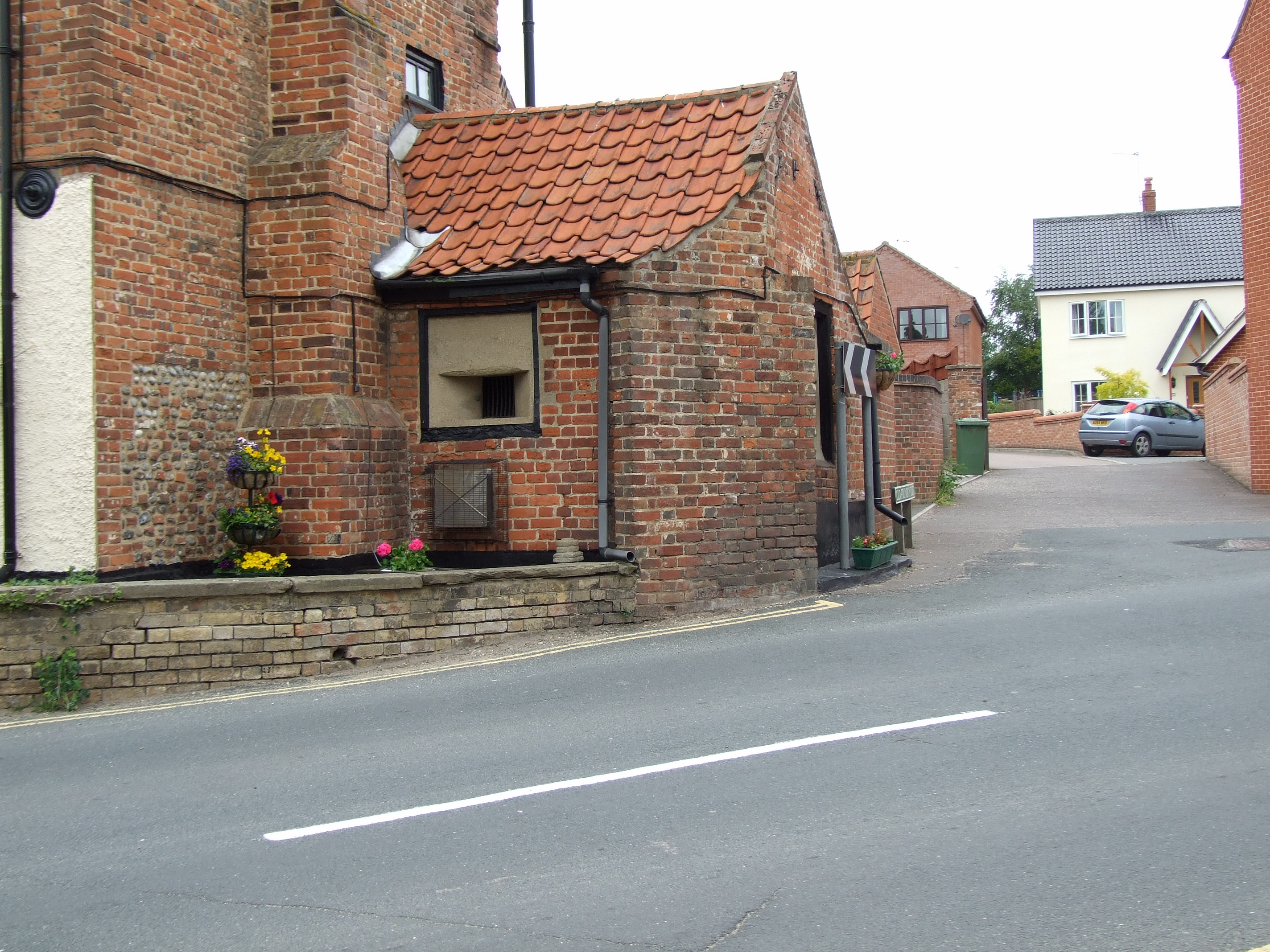
Casemate subsistante à Acle, fusionné avec soin à l'immeuble adjacent.

Des instructions détaillées avaient été données pour dissimuler minutieusement les casemates et les autres défenses de campagne et toutes les casemates auraient été camouflées. Beaucoup ont été enterrées, insérées dans une haie ou à flanc de colline afin d'offrir le profil le plus bas possible, d'autres avaient le toit et les côtés recouverts de terre. Des motifs peints et des filets de camouflage ont été mis en œuvre pour aider à briser les contours. Des matériaux locaux ont été utilisés : du béton fabriqué avec du sable de plage, des couvertures de galets de plage ou de pierres provenant d'une falaise à proximité permettait non seulement un gain de temps mais aidait au camouflage en fusionnant les défenses avec le paysage.
Des artistes tels que Roland Penrose (auteur du Manuel du camouflage de la Home Guard), Stanley William Hayter, Julian Trevelyan et beaucoup d'autres ont été employés pour dissimuler les postes défensifs. Dans les zones bâties, les casemates étaient camouflées pour les faire ressembler à une dépendance d'un bâtiment adjacent, soigneusement appariées, avec un toit, laissant à penser qu'ils avaient toujours été là. Dans les cas extrêmes, ils ont été construits à l'intérieur de bâtiments existants.
Certaines casemates ont été soigneusement construites de façon à les faire ressembler à une tout autre innocente structure : une meule de foin, un chalet désaffecté, un kiosque de bord de mer, un arrêt de bus, un abri de signalisation ferroviaire. Il n'était pas rare pour des casemates d'être équipées d'un faux toit aigu pour tromper l'ennemi,. Certains de ces camouflages n'ont été limités que par l'imagination.
Dans certains cas, le toit en béton armé a été sculpté pour rendre la forme caractéristique d'une casemate moins reconnaissable vue des airs.
Dans le Somerset, le long d'une partie de la ligne d'arrêt Taunton, en raison de la pénurie de matériaux disponibles, six casemates ont été recouvertes d'un mélange de fumier de vache et de boue garnie de paille, une forme de camouflage naturel en quelque sorte. Près d'Axminster, une casemate carrée était dissimulée en caravane tzigane. Pendant les mois d'été une « famille » d'épouvantails et un cheval fait de paille étaient habillés et judicieusement disposés autour de la caravane pour tromper l'ennemi.

## Destruction, négligence, redécouverte et réutilisation

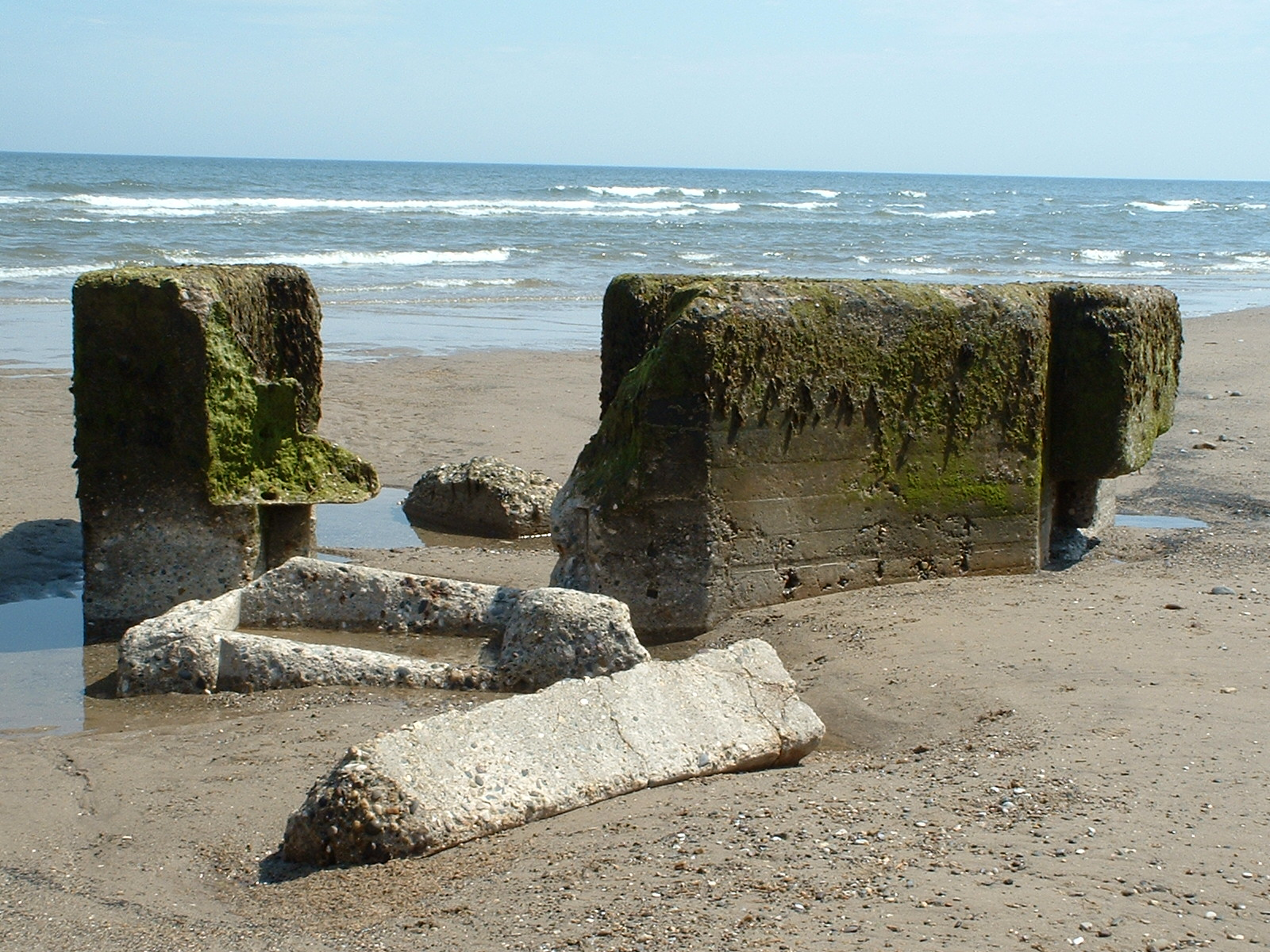
Casemate retournée et presque détruite par l'érosion du littoral.

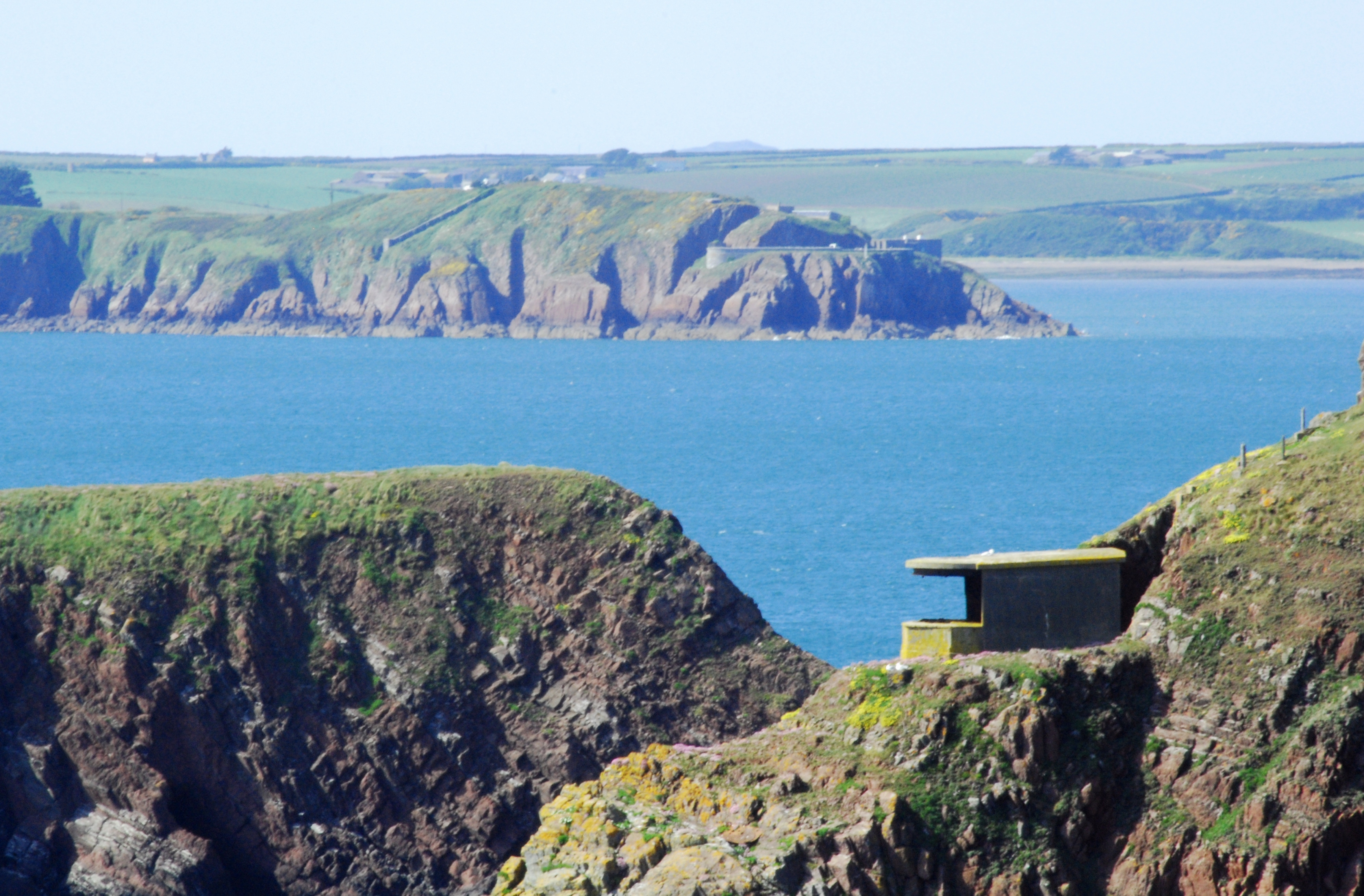
Casemate dans le Pembrokeshire. National Trust land.

La grande majorité des défenses statiques de la Grande-Bretagne ont été détruites, un processus qui a commencé avant même la fin de la guerre. Les fossés et les tranchées ont été comblés, les meurtrières bouchées, le bois et le métal recyclés.
Après la guerre, certaines structures ayant été construites sur leurs terres, les agriculteurs, en plus de recevoir une compensation, ont été payés pour combler les fossés et les tranchées et démolir les casemates. Il ne reste presque rien des fossés antichars, même si à un moment ils devaient avoir été les plus remarquables de toutes les fortifications. Quelques-uns restent, la plupart modestes, comme fossé de drainage ou en bordure de champ alors que d'autres ne peuvent être devinés grâce aux indices phytologiques. Dans le cas des casemates, il est parfois fait mention d'une somme de 5 £ comme payement pour la démolition, mais la somme de travail pour démolir ces structures était considérable et il semble que la plupart des agriculteurs aient empoché l'argent sans procéder à la démolition, le considérant comme une indemnisation.
Aujourd'hui, il est très rare de trouver en Grande-Bretagne des structures de défense autres que celles constituées de béton. Immédiatement après la guerre, il y avait des questions plus urgente à régler que de la conservation des vestiges d'une bataille qui ne s'est jamais produite. Pendant des décennies, à la seule exception du château de Pevensey — où les nouvelles fortifications ont été considérées comme une partie de l'histoire du bâtiment — personne n'avait même jamais suggéré que quelque chose devait être délibérément conservé.
Les années passant, l'érosion et les constructions modernes ont fait disparaitre de nombreuses structures : sur la côte des fortifications sont tombées dans la mer ou ont sombré dans le sable sur lesquelles elles avaient été construites ; d'autres encore ont été détruites pour améliorer les routes ou ont été démolies pour faire de la place à des aménagements modernes. Pour beaucoup de celles qui restent, la négligence et la nature ont fait qu'elles ont atteint un degré de camouflage supérieur à celui qu'elles avaient lors de la Seconde Guerre mondiale.
Des années après la guerre, la mémoire disparait peu à peu et le public s'est mis à penser que toutes les casemates et les quelques autres objets en béton visibles, étaient tout ce qui avait été fait pour défendre la Grande-Bretagne, que leur but était simplement de remonter le moral et qu'il n'y aurait pas eu de réel espoir de résister à un assaut allemand. Même la Home Guard vint à être considéré comme une sorte de plaisanterie comme en témoigne le sitcom de la BBC Dad's Army. Alors qu'en fait, les éléments observables aujourd'hui ne sont que les vestiges les plus visibles et les plus robustes de ce qui était un programme massif de fortification, qui se serait probablement avéré très efficace.
Les dossiers datant de la guerre et qui subsistent sont plutôt pauvres, et personne ne pouvait être sûr du nombre de casemates et autres défenses de terrain ayant survécu — ou même, combien ont été construites à l'époque. Dans la fin des années 1970, le journaliste Henry Wills a commencé des recherches sur le sujet, pour aboutir finalement à la publication de Pillboxes: A Study of UK Defences (Casemates: une étude des moyens de défense britannique) en 1985. L'intérêt, tant du public que des professionnels, a été stimulé. Des enquêtes locales ont été réalisées. Les enquêtes ont abouti au projet « défense de la Grande-Bretagne » qui s'est déroulé de 1995 à 2002 tentant d'enregistrer tous les sites connus de défense militaire,. De ceci et d'autres enquêtes, il est estimé que quelque 28 000 casemates et autres fortifications de campagne ont été construites au Royaume-Uni, dont environ 6 500 ont survécu au temps. Le projet a également abouti à la découverte de nombreux documents sur le sujet.
Pour de nombreuses casemates, de nouvelles utilisations ont été trouvées. Les casemates type 28, à l'espace interne spacieux et ayant une grande entrée à l'arrière, sont probablement les mieux adaptées à la réutilisation. Dans les fermes et dans les jardins, elles servent d'étables et de locaux de rangement. D'autres applications de casemates plus imaginatives ont été relevées, y compris une réutilisation comme une cave pub, une conversion en toilettes pour dames et un guichet de location d'un théâtre de plein air.
Certaines casemates ont été converties pour faire des dortoirs pour les chauves-souris. Les casemates qui sont semi enterrées et aux parois épaisses sont naturellement humides et fournissent un environnement thermiquement stable, qui est nécessaire pour l'hibernation des chauves-souris. Avec quelques modifications mineures, les casemates appropriées peuvent être converties en grottes artificielles pour les chauves-souris,.